# يوغو كانو
يوغو كانّو (菅野祐悟 كانّو يوغو) هو ملحن ياباني ولد في 5 يونيو 1977 في محافظة سايتاما.

## أعماله في السينما اليابانية
- أسد مارس
- الخيط الأحمر
- نور هوتارو
- بريف: غونجو سنكي
- كلب آل باسكرفيل: فيلم شرلوك

## أعماله في الدراما اليابانية
- نور هوتارو
- نور هوتارو 2
- ساموراي هايسكول
- الإستراتيجي كانبي
- جاليليو (بالتعاون مع ماساهارو فوكوياما)
- الجثة المدفونة تحت قدمي ساكوراكو-سان
- الخيط الأحمر
- الممرضة المحاربة! (بالتعاون مع أكيهيرو مانابي)
- شرلوك: أنتولد ستوريز

## أعماله في الأنمي

### مسلسلات أنمي تلفزيونية
- دا كابو (بالتعاون مع هيكارو ناناسي)
- إيكي توسن (ضمن Project IKKI)
- أولينسيس الفضي
- هاتاراكي مان
- حرب المكتبة
- بيردي الخارقة ديكود
- بيردي الخارقة ديكود:02
- سايكو-باس
- سايكو-باس 2
- مغامرة جوجو الغريبة: ستارداست كروسيدرز
- مغامرة جوجو الغريبة: الماس لا ينكسر
- مغامرة جوجو الغريبة: الرياح الذهبية
- جاندام: ريكونجيستا G
- ملحمة غرانكريست
- المحقق المليونير Balance:UNLIMITED
- الخلايا تعمل! BLACK
- 2.43: نادي الكرة الطائرة للفتيان في ثانوية سيين

### أنمي الإنترنت
- ليفيوس
- مغامرة جوجو الغريبة: ستون أوشن

### أوفا أنمي
- روهان كيشيبي لا يتحرك

### أفلام أنمي
- حرب المكتبة: أجنحة الثورة
- أجين
- سايكو-باس: الفيلم
- بلام!
- باتمان النينجا
- هيومان لوست: لم يعد بشرا
- المحقق كونان: عروس الهالووين

## أعماله في ألعاب الفيديو
- راين
- نيوه
- نيوه 2 (بالتعاون مع أكيهيرو مانابي)

## وصلات خارجية
- يوغو كانو على موقع IMDb (الإنجليزية)
- يوغو كانو على موقع ميوزك برينز (الإنجليزية)
- يوغو كانو على موقع ديسكوغز (الإنجليزية)
- يوغو كانو على موقع قاعدة بيانات الفيلم (الإنجليزية)
- يوغو كانو على موقع ANN person (الإنجليزية)